# Eunice parasegregata
Eunice parasegregata är en ringmaskart som beskrevs av Hartmann-Schröder 1965. Eunice parasegregata ingår i släktet Eunice och familjen Eunicidae. Inga underarter finns listade i Catalogue of Life.